# 拜占庭文学
拜占庭文学是指中世纪时期的希腊文学。在拜占庭帝国以及边界附件的书面文学。在古希腊文学之后，其形成了希腊文学的第二阶段。尽管拜占庭文学与近代希腊文学都始于11世纪，但是两者是无法区分的。
许多诸如戏剧和诗歌等的古希腊文学类型在中古时期都消失。所有中世纪用希腊语写的文学作品都具有仿古特性。
拜占庭文学影响了中东，尤其是波斯和阿拉伯。